# Evolvulus arbuscula
Evolvulus arbuscula là một loài thực vật có hoa trong họ Bìm bìm. Loài này được Poir. mô tả khoa học đầu tiên năm 1813.